# Saleen S7
Saleen S7 – hipersamochód produkowany pod amerykańską marką Saleen w latach 2000–2009.

## Historia i opis modelu

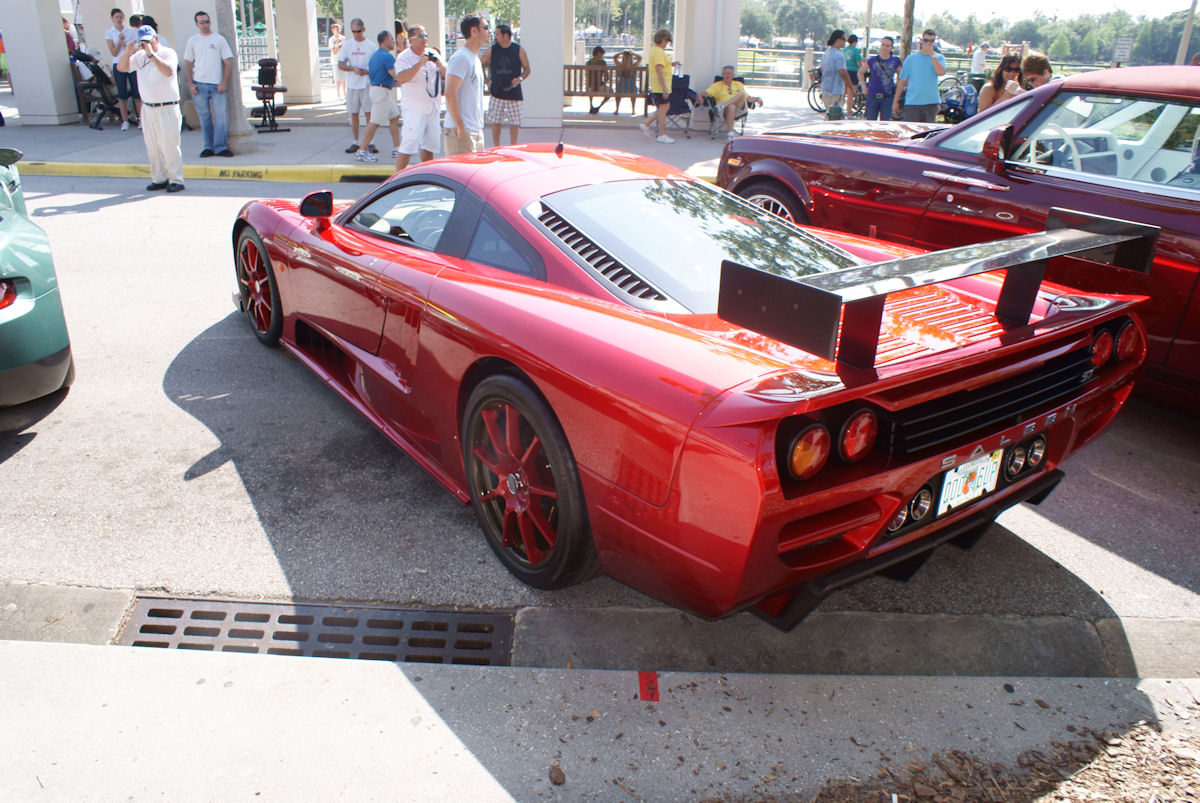
Saleen S7 - tył

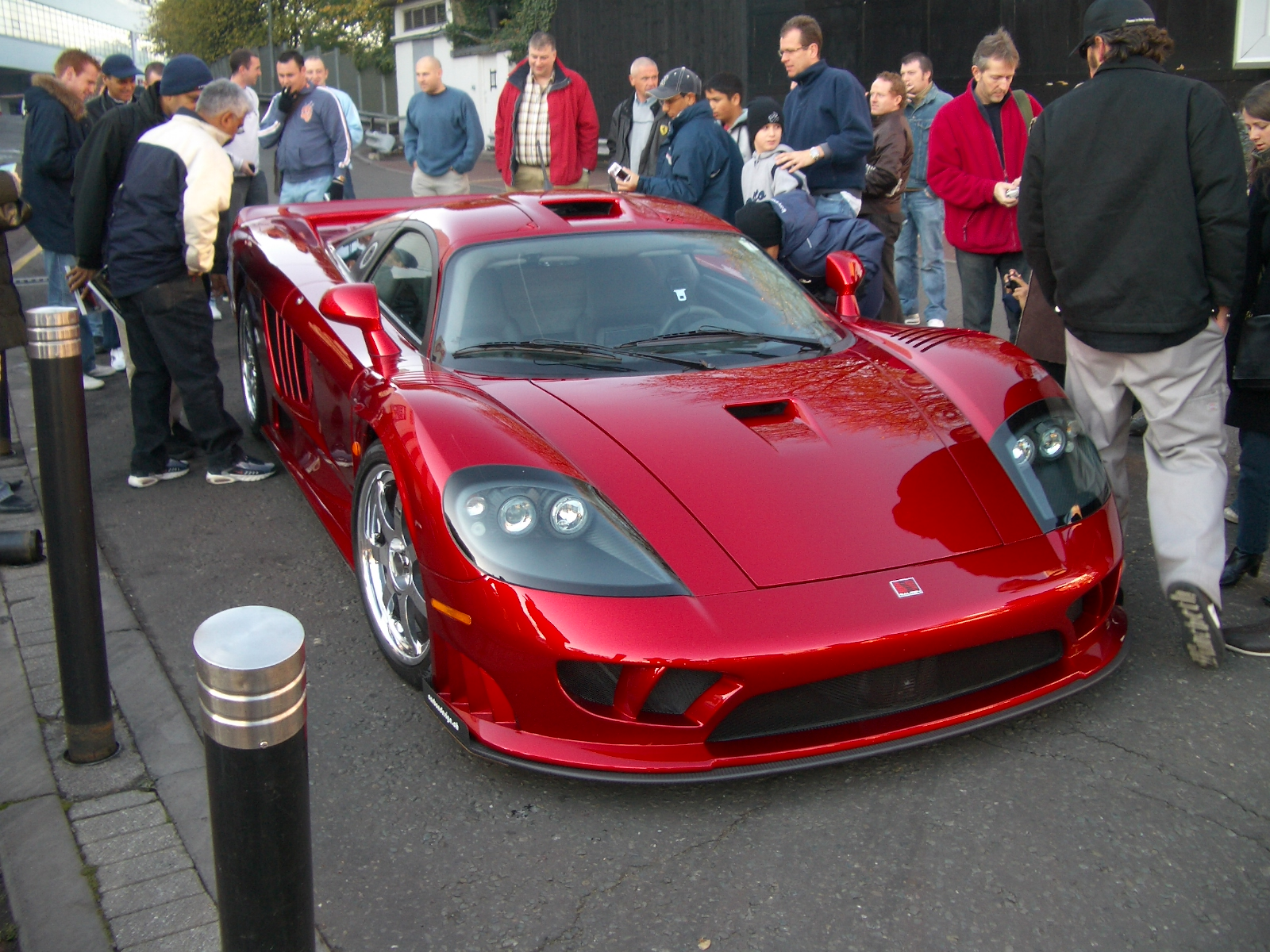
Saleen S7 Twin-Turbo

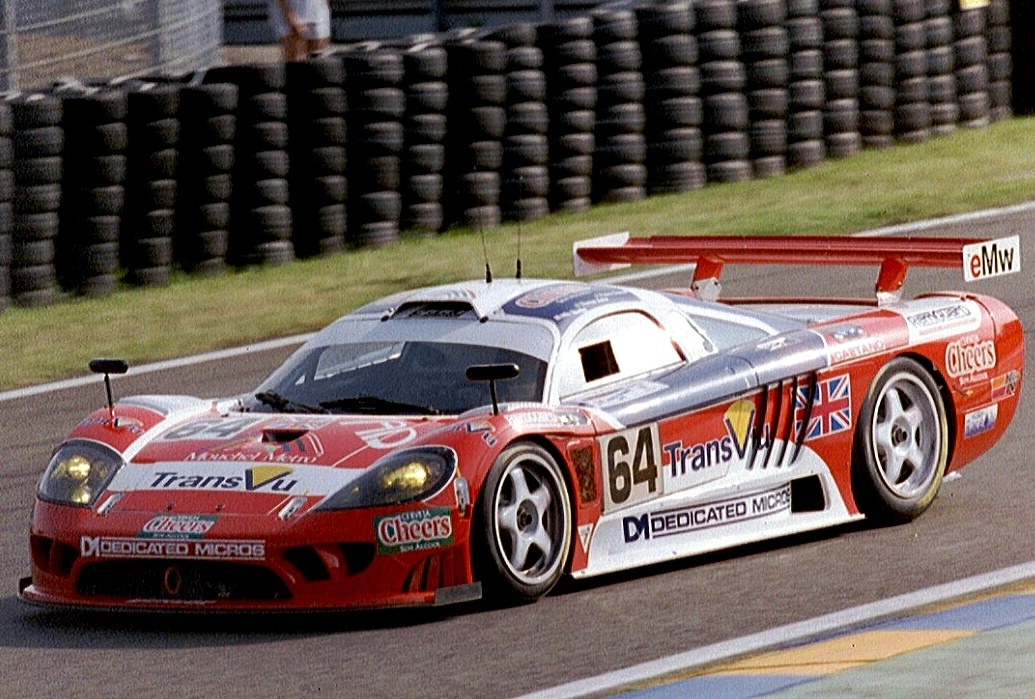
Saleen S7R

Przedstawione w 2000 roku Saleen S7 był pierwszą oryginalną konstrukcją producenta, który dotychczas zajmował się głównie modyfikowaniem różnych modeli Forda, na czele z Mustangiem. Samochód powstał jako odpowiedź Saleena na europejskie konstrukcje supersamochodów takich marek, jak Bugatti, Ferrari, Lamborghini czy Koenigsegg. 
Pojazd otrzymał unikalny wygląd autorstwa Steve'a Saleena, charakteryzując się opływową sylwetką z szerokim nadwoziem, podłużną tylną częścią nadwozia i licznymi wlotami powietrza. Jednostka napędowa została umieszczona centralnie, będąc 550-konnym V8 o pojemności 7 litrów.

### Modernizacja
Pięć lat po pojawieniu się pierwszej konstrukcji, Saleen S7 został zmodernizowany. Skupiono się przede wszystkim na wyeliminowaniu aspektów poddawanych krytyce - dopracowano zawieszenie, przygotowano nową skrzynię biegów. Zmiany objęły także silnik, którego moc zwiększono o 25 KM. Wszystko to miało na celu poprawić m.in. właściwości jezdne.

### S7 Twin-Turbo
W 2006 roku Saleen przedstawił zmodyfikowany wariant S7, wyposażając jednostkę napędową w dwie turbosprężarki, celem zwiększenia jego mocy i momentu obrotowego. Wraz z tym zdecydowano się na modyfikacje w aerodynamice, układach przeniesienia napędu, hamulcowym i wydechowym - wszystko to zostało przekonstruowane, ażeby 750 koni mocy mogło zostać przeniesione z jak najmniejszymi stratami. Wraz z pojawieniem się modelu Twin-Turbo, z oferty zniknął podstawowy model S7.

### S7 Twin-Turbo Competition
Pod koniec 2006 roku Saleen zaprezentował ekstremalną, dostępną jako "opcja w wyposażeniu Twin-Turbo" wersję modelu. W Competition marka wprowadziła szereg modyfikacji.  1000-konny samochód stworzono z wytrzymalszych materiałów, dopracowano chłodzenie aluminiowego silnika, systemy z nim współgrające oraz elementy, które umożliwiały utrzymanie się pojazdu na drodze.  Przyśpieszenie 0–100 km/h zajmowało pojazdowi 2,6 sekundy.

### S7R
Wraz z pojawieniem się wersji drogowej, Saleen przedstawił także wyczynowy wariant S7R, który pojawił się na torach USA i Europy. Jeden z modeli można było zobaczyć w wyścigowych mistrzostwach Polski. Wówczas kontrakt z niemieckim zespołem Konrad Motorsport na wypożyczenie bolidu podpisał polski zespół składający się z Macieja Stańco i Rafała Janusa.

### Dane techniczne
|                        | Saleen S7 (2001) | Saleen S7 (2005) | Saleen S7 Twin-Turbo | Saleen S7 Twin-Turbo Competition | Saleen S7R (wyścigowy) |
| ---------------------- | ---------------- | ---------------- | -------------------- | -------------------------------- | ---------------------- |
| Cylindrów Zaworów/cyl. | V8 2             | V8 2             | V8 2                 | V8 2                             | V8 2                   |
| Pojemność (cm³)        | 6997             | 6997             | 6991                 | 6991                             | 6997                   |
| Moc (kW / KM)          | 410 / 550        | 428 / 575        | 559 / 750            | 745 / 1000                       | ~ 447 / 600            |
| Moment obrotowy        | 711 Nm           | 772 Nm           | 945 Nm               | 1020 Nm                          | 745 Nm                 |
| Napęd                  | Na tylne koła    | Na tylne koła    | Na tylne koła        | Na tylne koła                    | Na tylne koła          |
| Skrzynia biegów        | Manualna         | Manualna         | Sekwencyjna          | Sekwencyjna                      | Manualna               |
| Biegi                  | 6                | 6                | 6                    | 6                                | 6                      |
| 0–100 km/h             | 3,5 s.           | 3,2 s.           | 2,9 s.               | 2,6 s.                           | 3 s.                   |
| Prędkość maksymalna    | 346 km/h         | 354 km/h         | 374 km/h             | 399 km/h                         | 320 km/h               |
| Masa własna            | 1250 kg          | 1250 kg          | 1340 kg              | 1340 kg                          | 1100 kg                |